# Ramon d'Olmera i d'Alemany
Ramon d'Olmera i d'Alemany (? - Barcelona, 20 d'agost de 1616), fou Comanador de Vilafranca del Penedès, de l'Orde de l'Hospital de Sant Joan de Jerusalem. Va ésser nomenat President de la Generalitat de Catalunya el 22 de juliol de 1614.

## Biografia
Provenia d'una família de la petita noblesa i el seu germà Joan d'Olmera també era cavaller. La seva vinculació a l'Orde de l'Hospital de Sant Joan de Jerusalem, amb una presència important a Catalunya després d'haver reconquerit les terres de l'Ebre, el va fer estar insaculat dins del braç eclesiàstic. Fou una figura molt influent en tant que comanador de Vilafranca i Tortosa.
Durant el seu trienni al front de la Generalitat es van succeir els incidents amb els bandolers. Fou un període de màxima activitat de les quadrilles de Joan de Serrallonga i Perot Rocaguinarda. La cerca dels orígens d'aquella inestabilitat social feia enfrontar-se a les institucions. Així, mentre la Generalitat acusava al Consell de Cent de manca de disciplina en l'entorn urbà fomentant les "cases de vici i tafureria" o sent poc diligents amb la captura i empresonament de delinqüents, els soldats reials pensaven que l'origen dels malfactors era degut al dret civil català que assignava l'herència al primogènit deixant la resta de fills en el camí de la delinqüència. Darrere d'aquesta opinió estaven les males relacions entre la Generalitat i el virrei de Catalunya, Francisco Hurtado de Mendoza y Cárdenas, a qui l'augment constant del bandolerisme li va envair la seva pròpia administració, dividida en nyerros i cadells.
Hurtado de Mendoza acusava de connivència amb el bandolerisme a les institucions catalanes quan el 24 d'octubre de 1614 informava al rei del seu fracàs contra el creixent poder i nombre dels bandolers: "No se puede más, que la tierra los produce como hongos, ella los fomenta y defiende". Quan Hurtado va morir el 14 d'octubre de 1615, les institucions varen argumentar "raons de protocol" per no assistir-hi a l'enterrament.
Ramon d'Olmera va morir el 20 d'agost de 1616 a Barcelona, després d'una malaltia que l'havia tingut apartat dels seus càrrec durant uns mesos.